# Karnamag-i Ardaschir-i Pabagan

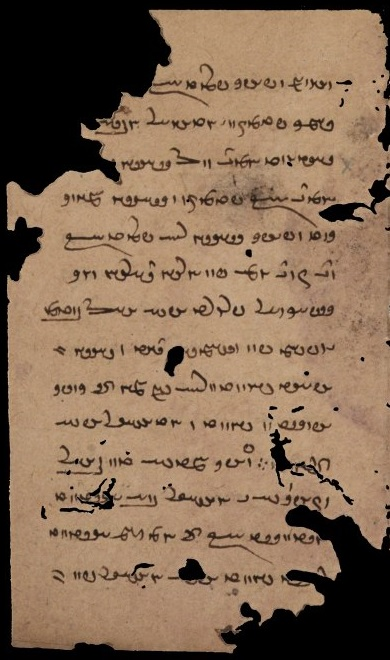
Seite des Pahlavi Codex MK

Karnamag-i Ardaschir-i Pabagan (mittelpersisch  kʾlnʾmk' y ʾrtḥštl y pʾpkʾn' Kārnāmag ī Arda(x)šīr ī Pābagān [Buch-Pahlavi], „Aufzeichnungsbuch des Ardaschir, Sohn des Pabag“) ist ein um 600 in Mittelpersisch verfasster knapper halbepischer Tatenbericht. Er schildert speziell das Leben des Sassanidenkönigs Ardaschir I. (genannt auch Ardašīr Bābakān), geht aber auch auf seine Nachfolger Schapur I. und Hormizd I. ein. Das Werk ist der wichtigste sassanidische historische Roman und ist durchdrungen von Aussagen der zoroastrischen Religionslehre.
Es gibt Ähnlichkeiten zwischen der Darstellung Ardaschirs im Karnamag und Kyros des Großen in antiken griechischen Geschichtswerken, die über die Zeit des Achämenidenreichs berichten und teils eine parallele Erzählung bieten.

## Ausgaben und Übersetzungen
- Zeke Kassock: Karnamag i Ardashir i Papagan: A Pahlavi Student’s 2013 Guide. Fredericksburg 2013, ISBN 978-1-4826-6260-3
- Theodor Nöldeke: Geschichte des Artachšir î Pâpakân. In: Bezzenbergers Beiträge 4. Göttingen 1879, S. 22ff. (Digitalisat der Universitäts- und Landesbibliothek Sachsen-Anhalt, Halle)